# Mahmoud Bedeir
Mahmoud Bedeir (ar. محمود بدير; ur. 3 października 1958) – egipski piłkarz grający na pozycji obrońcy. W swojej karierze grał w reprezentacji Egiptu.

## Kariera klubowa
W swojej karierze piłkarskiej Bedeir grał w klubie El Mansoura SC.

## Kariera reprezentacyjna
W 1980 roku Bedeir został powołany do reprezentacji Egiptu na Puchar Narodów Afryki 1980. Na tym turnieju rozegrał trzy mecze: grupowe z Wybrzeżem Kości Słoniowej (2:1) i z Nigerią (0:1) oraz półfinałowy z Algierią (2:2, k. 2:4). Z Egiptem zajął 4. miejsce w tym turnieju.